# Gare de Neuville-sur-Sarthe
Gare de Neuville-sur-Sarthe – przystanek kolejowy w Neuville-sur-Sarthe, w departamencie Sarthe, w regionie Kraj Loary, we Francji.
Jest przystankiem kolejowym Société nationale des chemins de fer français (SNCF), obsługiwanym przez pociągi TER Pays de la Loire.

## Położenie
Znajduje się na wysokości 50 m n.p.m., na 9,642 km linii Le Mans – Mézidon, pomiędzy stacjami Le Mans i La Guierche.

## Linie kolejowe
- Le Mans – Mézidon